# Biotehniški izobraževalni center Ljubljana
Biotehniški izobraževalni center Ljubljana (s kratico BIC Ljubljana) je srednja in višja strokovna šola v Ljubljani. Ponuja izobraževanje na področju veterine, gostinstva, turizma, živilstva in naravovarstva.  
Njegove organizacijske enote so Gimnazija in veterinarska šola, Živilska in naravovarstvena šola, Višja strokovna šola in Medpodjetniški izobraževalni center. Od 1. januarja 2010 ga vodi direktorica Jasna Kržin Stepišnik.

## Zgodovina
BIC Ljubljana je pravni naslednik Srednje agroživilske šole Ljubljana. Sklep je bil sprejet 6. oktobra 2009. V zdajšnjih prostorih deluje od jeseni 2005.

## Izobraževalni programi

### Gimnazija
- Tehniška gimnazija

### Nižje poklicno
- Pomočnik v biotehniki in oskrbi

### Srednje poklicno
- Mesar
- Pek
- Slaščičar

### Srednje strokovno
- Naravovarstveni tehnik
- Živilsko-prehranski tehnik
- Živilsko-prehranski tehnik – PTI
- Veterinarski tehnik

### Višje strokovno
- Gostinstvo in turizem
- Živilstvo in prehrana